# ستيف ليتش
ستيف ليتش (بالإنجليزية: Stephen Leach)‏ هو لاعب هوكي الجليد أمريكي، ولد في 16 يناير 1966 في كامبريدج في الولايات المتحدة.

## وصلات خارجية
- ستيف ليتش على موقع دوري الهوكي الوطني (الإنجليزية)
- ستيف ليتش على موقع قاعة مشاهير الهوكي (لاعب أن.إتش.أل) (الإنجليزية)
- ستيف ليتش على موقع EliteProspects.com (الإنجليزية)
- ستيف ليتش على موقع HockeyDB.com (الإنجليزية)
- ستيف ليتش على موقع Hockey-Reference.com (الإنجليزية)
- ستيف ليتش على موقع أوليمبيديا (الإنجليزية)